# Рафартарович Василь Олексійович
Василь Олексійович Рафартарович (нар. 21 грудня 1916, Бєлгород — пом. ?) — український радянський майстер різьблення по дереву.

## Біографія
Народився 21 грудня 1916 року в місті Бєлгороді (нині Росія). Член ВКП(б) з 1941 року. Брав участь у німецько-радянській війні, воював у зенітній артилерії, підполковник. Нагороджений орденами Червоної Зірки (26 жовтня 1955), Вітчизняної війни II ступеня (6 квітня 1985); медалями «За перемогу над Німеччиною» (9 травня 1945), «За бойові заслуги» (20 червня 1949).
З 1960 року жив і працював у Львові. Мешкав у будинку на вулиці Азовській, № 4.

## Творчість
Виготовляв круглу скульптуру з коріння дерева та художні вироби (жіночі прикраси).  Серед робіт: «Паганіні», «Космонавт», «Танець Марса», «Дон Кіхот», «Освенцім», «Квазімодо».
Роботи майстра зберігаються в Національному музеї українського народного декоративного мистецтва в Києві, Львівському музеї етнографії та художнього промислу, Національному музеї у Львові, Музеї Олександра Пушкіна у Москві.